# コンゲンス・ニュートー広場
座標: 北緯55度40分49秒 東経12度35分9秒 / 北緯55.68028度 東経12.58583度

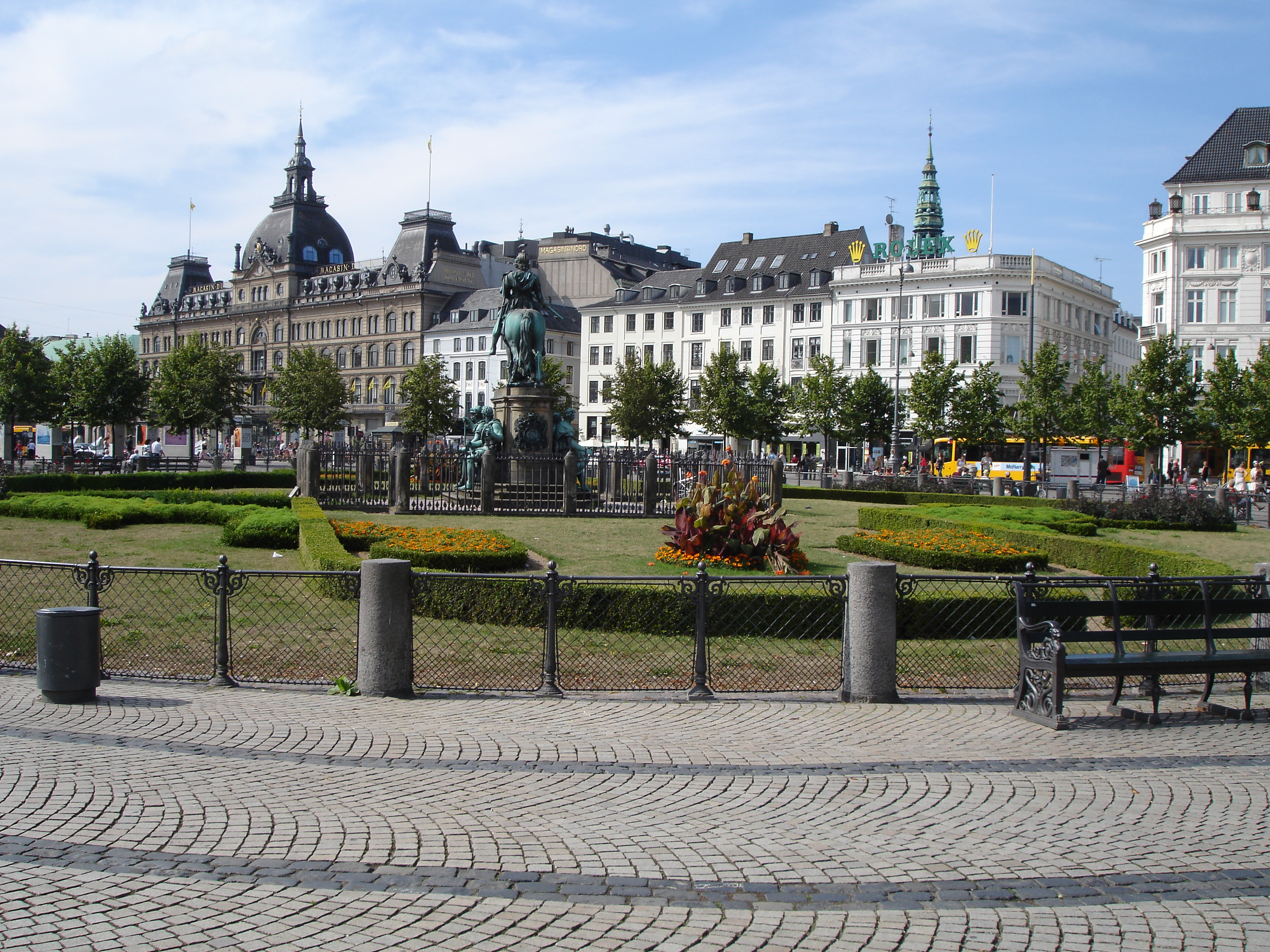
コンゲンス・ニュートー広場

コンゲンス・ニュートー広場（コンゲンス・ニュートーひろば、Kongens Nytorv）は、デンマーク・コペンハーゲンにある広場。「コンゲンス・ニュートー」とは、デンマーク語で「王様の新広場」という意味をもつ言葉である。
ストロイエの東端にあり、王立劇場の北側に位置する。ニューハウンに東側で接している。コペンハーゲン地下鉄のコンゲンス・ニュートー広場駅がある。